# Amt Fehmarn

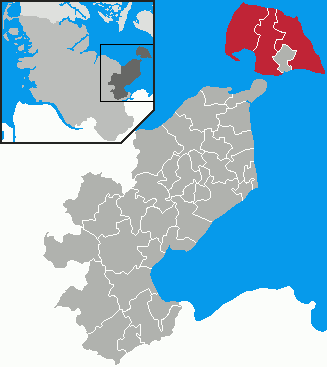
Lage des ehem. Amtes Fehmarn im Kreis Ostholstein

Das ehemalige Amt Fehmarn lag auf der Insel Fehmarn im Kreis Ostholstein in Schleswig-Holstein (Deutschland). Es bestand aus den drei Gemeinden Bannesdorf auf Fehmarn, Landkirchen auf Fehmarn und Westfehmarn. Das Amt hatte zuletzt etwa 7000 Einwohner. Der Verwaltungssitz war in Burg auf Fehmarn.
Mit Ablauf des 31. Dezember 2002 fusionierten alle Gemeinden des Amts Fehmarn mit der Stadt Burg auf Fehmarn zur Stadt Fehmarn, damit wurde das Amt Fehmarn aufgelöst.